# Summertime Blues
Summertime Blues è un brano musicale dell'artista rockabilly statunitense Eddie Cochran, pubblicato nel 1958 nel singolo Summertime Blues/Love Again. Il brano è stato scritto e composto dallo stesso Eddie Cochran insieme al suo manager Jerry Capehart. Ha avuto numerose cover di artisti come Beach Boys e The Who.

## Cover
Il brano è stato realizzato da diversi gruppi e artisti come cover. Tra questi:
- Nel 1962 il gruppo statunitense The Beach Boys ha realizzato una versione del brano, presente nell'album Surfin' Safari.
- Nel 1968 il gruppo rock statunitense Blue Cheer ha pubblicato il suo primo album Vincebus Eruptum, in cui è presente la cover.
- I The Who ha pubblicato una famosa versione della canzone nel 1970, come estratto dall'album dal vivo Live at Leeds. Tuttavia la band inglese aveva già registrato precedentemente la canzone senza pubblicarla.
- L'artista country statunitense Alan Jackson ha inciso una versione di Summertime Blues nel 1994, inserendola nell'album Who I Am, uscito nello stesso anno.
- I canadesi Rush nel 2004 hanno pubblicato una versione -derivata dalla quella dei Blue Cheer- presente nell'EP Feedback, realizzata anche come singolo promozionale e proposta in alcuni show dal vivo.
- Nel 1982 il Gruppo Italiano ha realizzato una cover in italiano intitolata Ancora Summertime Blues pubblicata nell'album Maccherock.
- Nel 1987 il film La Bamba presenta una versione rivista da parte di Brian Setzer, che interpreta il ruolo del cantante originale. Tale pezzo è presente per intero nel disco della colonna sonora del film